# Saint-Andéol-le-Château
Saint-Andéol-le-Château este o comună în departamentul Rhône din sud-estul Franței. În 2009 avea o populație de 1.561 de locuitori.

## Evoluția populației
| An        | 1975 | 1982 | 1990  | 1999  | 2006  | 2009  |
| --------- | ---- | ---- | ----- | ----- | ----- | ----- |
| Populație | 840  | 937  | 1.158 | 1.379 | 1.516 | 1.561 |